# Parc national Murchison Falls
 (mars 2010).
Si vous disposez d'ouvrages ou d'articles de référence ou si vous connaissez des sites web de qualité traitant du thème abordé ici, merci de compléter l'article en donnant les références utiles à sa vérifiabilité et en les liant à la section « Notes et références ».
Le parc national Murchison Falls est un parc national majeur d'Ouganda.

## Localisation
Le parc est situé au nord-ouest de l'Ouganda. Il s'étend de part et d'autre du Nil Victoria depuis son arrivée dans le lac Albert jusqu'à une centaine de kilomètres en amont. Le parc est partagé principalement entre les districts de Gulu et de Masindi avec une petite partie dans le district de Nebbi qui contient le début du Nil Albert. Le parc national de Murchison Falls est le plus grand du pays et, groupé avec les réserves Bugungu Wildlife Reserve et Karuma Wildlife Reserve, il constitue la Murchison Falls Conservation Area (MFCA) d'une superficie de 5 308 km2. Les villes de Gulu et Masindi sont respectivement situées au nord-est et au sud du parc. La capitale Kampala est à environ 300 kilomètres au sud-est.

## Histoire
La première équipe d'exploration européenne à atteindre les chutes fut celle de Samuel Baker et Florence Baker en 1864, qui les nomma Murchison Falls en l'honneur de Sir Roderick Murchison alors président de la Royal Geographical Society britannique. En 1926, la zone fut protégée comme réserve de gibier pour protéger l'écosystème de savane dominant. Dans les années 1970, le dictateur Idi Amin Dada changea le nom en Kabarega National Park (du nom d'un roi du Bunyoro) et pendant cette période et la guerre civile qui suivit la chute du régime, les populations d'animaux périclitèrent, conduisant notamment à la disparition des rhinocéros. La partie nord du lac a parfois été une zone d'opération de la rébellion de la LRA.
Le parc a connu d'illustres visiteurs, entre autres Winston Churchill, Theodore Roosevelt (qui y organisa un safari gigantesque), Ernest Hemingway (qui y eut un accident d'avion en 1954) et plusieurs membres de la famille royale britannique. Le parc a également servi de décor aux scènes extérieures du film L'Odyssée de l'African Queen.

## Géologie, climat et environnement
Le parc est situé à l'extrémité nord du rift Albertin, à la jonction entre les terres vallonnées du Bunyoro et les plaines du pays Acholi. 

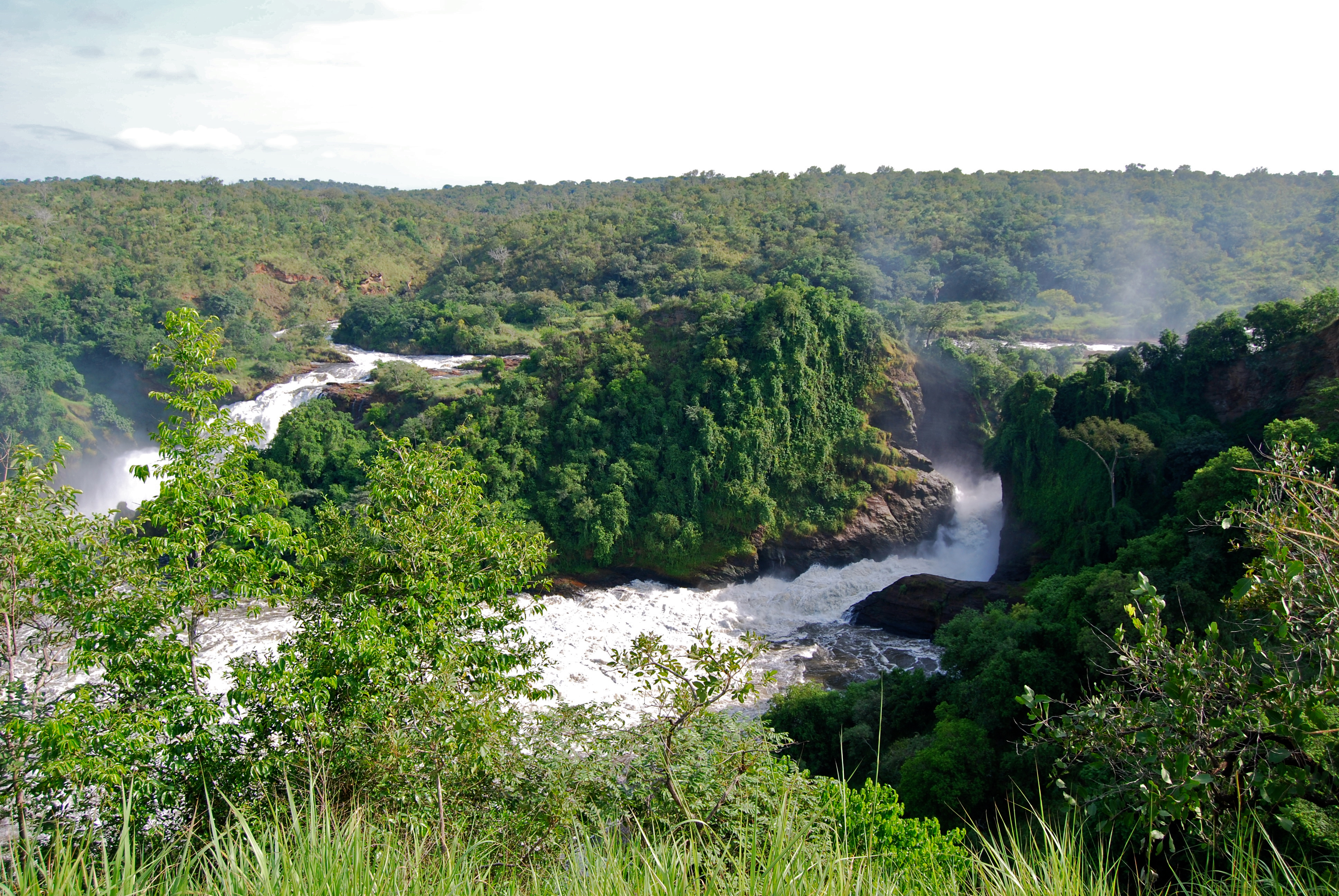
Les chutes Murchison.

Les chutes Murchison sont l'élément géographique le plus notable du parc : situées au centre du parc, à environ 50 km en amont de l'embouchure du Nil Victoria, les chutes sont provoquées par un goulet d'étranglement naturel qui force environ les 300 m3/s de débit moyen du Nil dans une section de moins de 10 m de large, projetant les eaux sous pression 43 m en contrebas. Lors des saisons pluvieuses, des branches du Nil peuvent créer des cascades secondaires.
Les chutes de Karuma situées dans la partie orientale du parc sont moins spectaculaires mais consistent néanmoins en 23 kilomètres de rapides. Un projet majeur de construction d'une centrale hydroélectrique sur le site est en cours par l'entreprise chinoise Sinohydro.
Le lac Albert (619 m) et le Nil Albert sont les points les plus bas d'Ouganda et l'effet d'altitude prévalant dans le reste du pays tend à disparaître. L'altitude maximale est de 1 290 m. La région est caractérisée par un climat tropical de savane avec des saisons sèches assez marquées s'étendant de décembre à mars et de juin à septembre. Les températures moyennes journalières maximales sont d'environ 29 °C, la pluviosité moyenne annuelle est de 1 085 mm.

## Faune et flore
Variant selon l'altitude et la proximité de sources d'eau, la végétation peut être divisée en deux catégories principales : 
- au nord du Nil, les prairies de savane dominent avec des poches arborées de rôniers, d'acacias ou de forêt en bordure du fleuve.
- au sud du Nil, les zones de forêt claire plus ou moins sèches dominent (arbres à saucisses, cynometra) et s'épaississent en particulier dans la partie sud-est du parc, dans la zone Rabongo Hill, le point culminant du parc, où la forêt équatoriale à canopée domine.

On peut également noter les zones de marais à papyrus au bord du Nil.

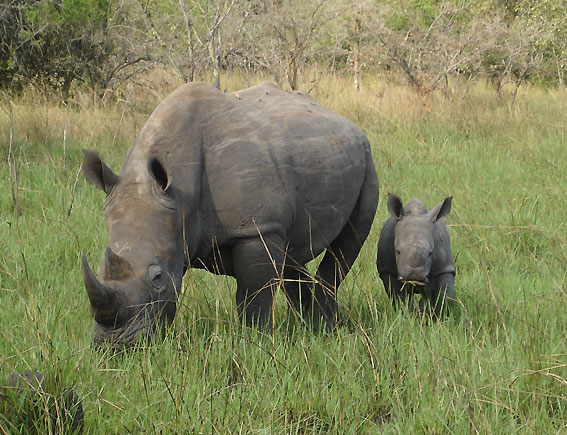
Rhinocéros blancs.
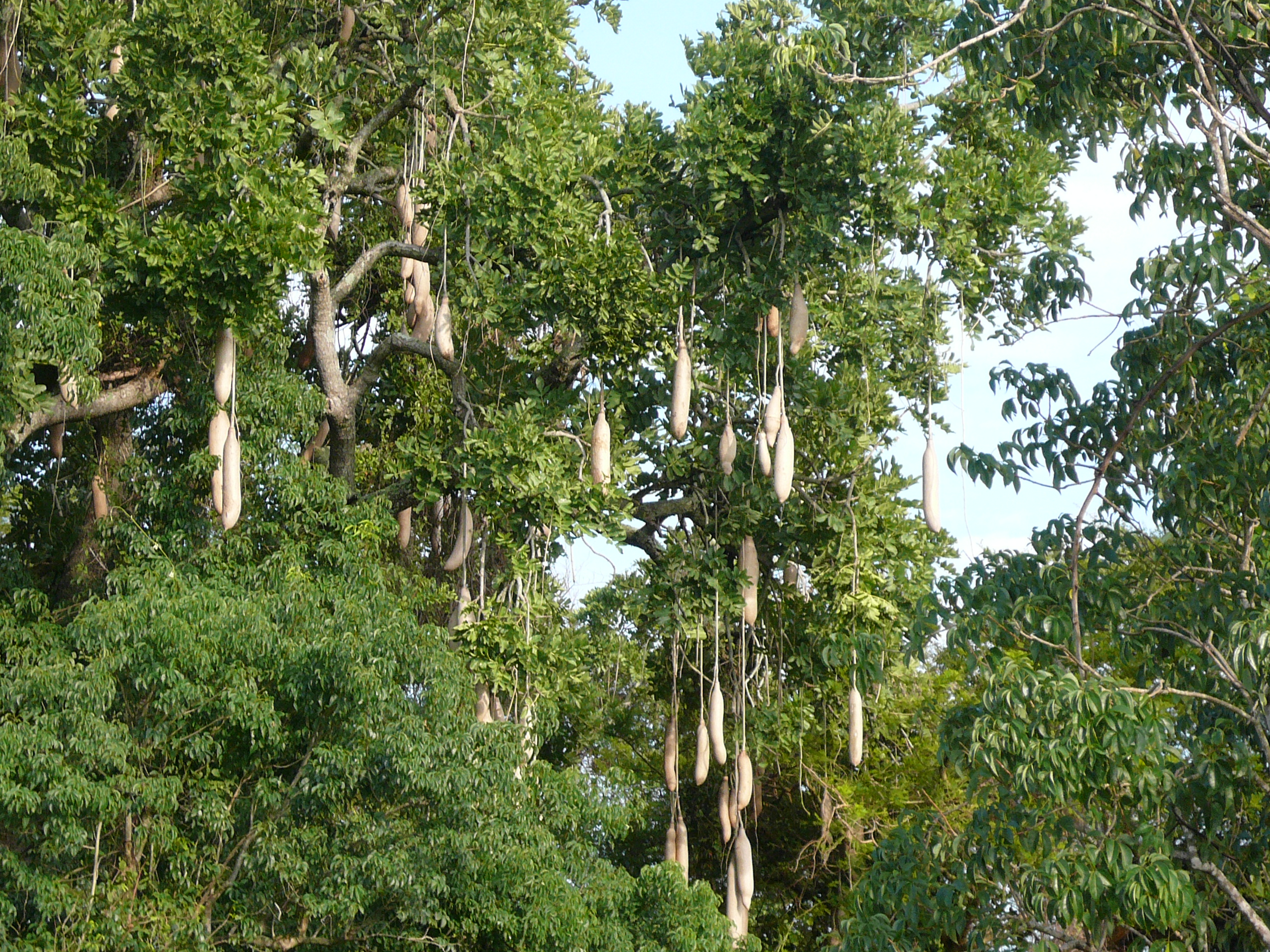
Arbre à saucisses.
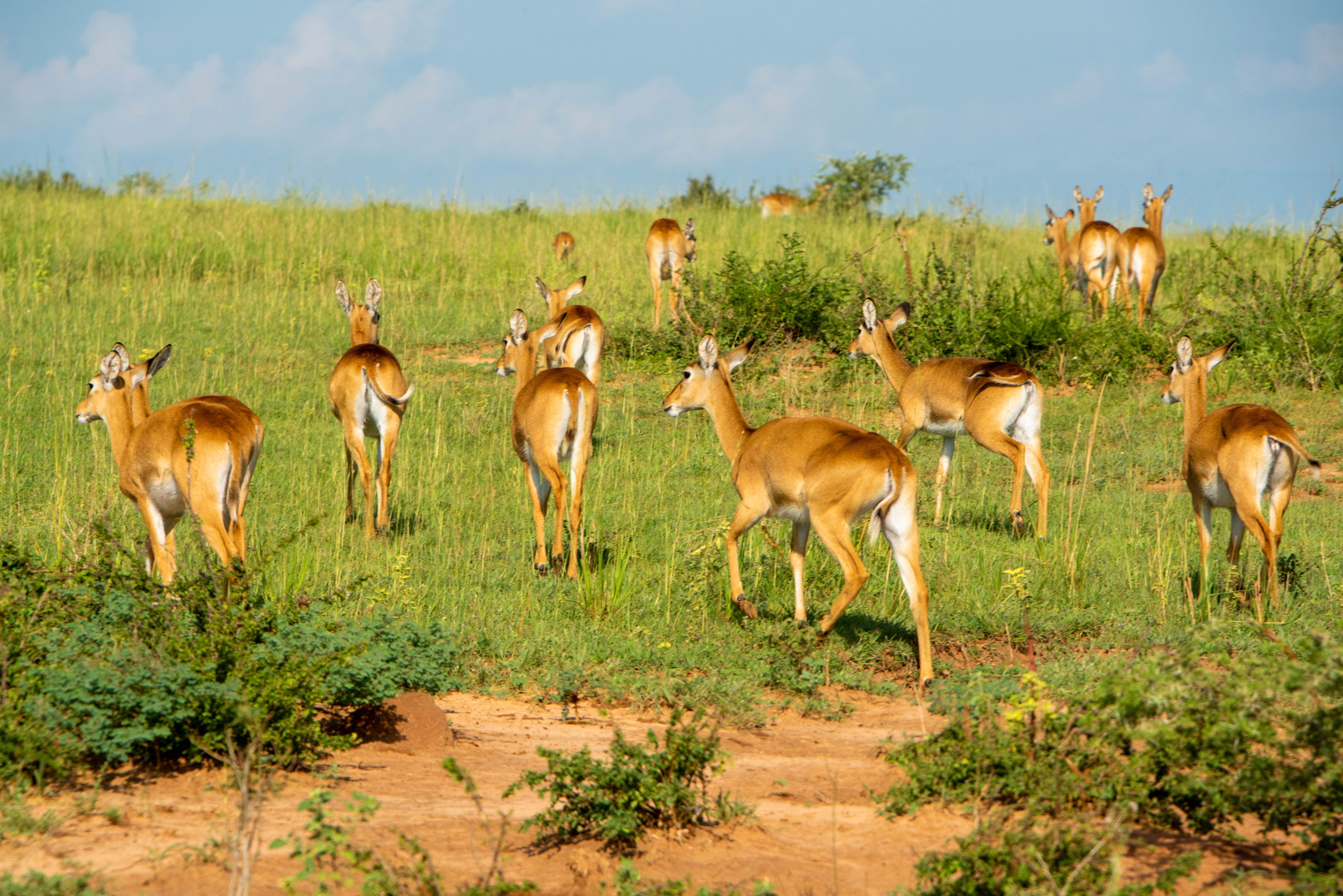
Cobes de Buffon dans le parc. Juin 2022.
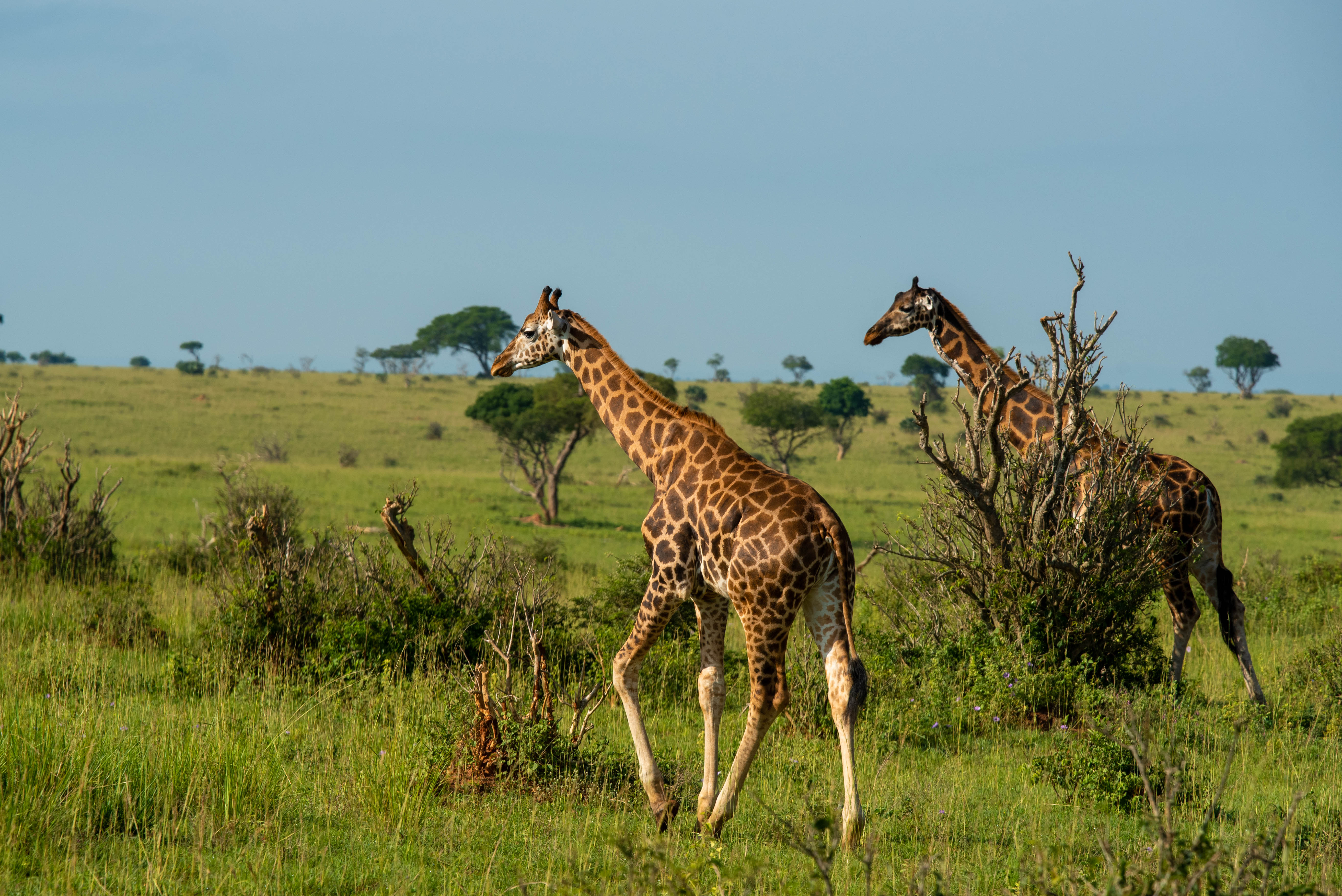
Girafes de Rothschild dans le parc. Juin 2022.

Le parc Murchison Falls est l'unique parc ougandais qui contient les Big 5, bien que les rhinocéros blancs, en cours de réintroduction, ne soient présent que dans un sanctuaire au sud du parc. 64 espèces de mammifères sont recensées, les herbivores les plus facilement observables sont : éléphants, phacochères, girafes, buffles, antilopes (Guib harnaché, Cobe à Croissant, Cobe des roseaux, Bubale, etc.). Les prédateurs sont représentés par le lion, le léopard, la hyène tachetée, le chacal à flancs rayés. Les primates comprennent babouins, vervets, patas dans tout le parc et dans la partie forestière de Rabongo, colobes et chimpanzés.
Les populations d'énormes crocodiles vivent dans le Nil ainsi que des colonies d'hippopotames. Le Nil en aval des chutes est un endroit réputé pour la pêche, en particulier pour les perches du Nil et les poissons-tigres.
La liste des oiseaux présents dans le parc contient 460 espèces.

## Extraction pétrolière
Dès 2006, de gigantesques réserves de pétrole ont été découvertes dans la zone, « les quatrième réserves les plus importantes en Afrique subsaharienne, estimées à près de 6,5 milliards de baril brut, dont au minimum 1,4 milliard récupérable » précise un rapport d'enquête publié par les ONG Survie et Les amis de la terre.
Le projet « Tilenga » dans lequel l'entreprise française TotalEnergies est l’opérateur principal, avec les entreprises CNOOC et Tullow, prévoit de forer, principalement dans l’aire naturelle protégée de Murchison Falls, un tiers des 419 puits de pétrole prévus dans l'ouest du pays. L’objectif est de produire près de 200 000 barils de brut par jour. Un oléoduc de plus de 1 440 kilomètres doit être construit pour faire transiter le pétrole d’Ouganda jusqu’à un port de Tanzanie,.
Total est mis en demeure par plusieurs ONG françaises et ougandaises pour violation des droits humains. Plus de 100 000 personnes ont été expulsées et privées, totalement ou partiellement, de leurs terres et de leurs moyens de subsistance, parfois sans compensation financière. En outre, le projet représente une menace pour l'environnement « pollution des sols, du lac Albert et du Nil dont ce dernier est une des sources, pollution de l’air par le torchage (brûlage du gaz émis par l’extraction de pétrole) et perturbation des milieux naturels pour les animaux du parc national Murchison Falls. »